# Yomif Kejelcha
Yomif Kejelcha Atomsa (amharisch ዮሚፍ ቀጀልቻ; * 1. August 1997) ist ein äthiopischer Mittel- und Langstreckenläufer.

## Leben

### Dominanz im Jugend- und Juniorenbereich
Kejelcha feierte seinen ersten internationalen Titelgewinn als 15-Jähriger bei den Leichtathletik-Jugendweltmeisterschaften 2013 in Donezk, wo er im 3000-Meter-Rennen siegte. Im folgenden Jahr gewann er die Goldmedaillen im 5000-Meter-Lauf bei den Juniorenweltmeisterschaften in Eugene sowie im 3000-Meter-Lauf bei den Olympischen Jugendspielen in Nanjing, wodurch er sein drittes wichtiges Meisterschaftsfinale binnen dreizehn Monaten für sich entschied. Auch bei den Juniorenafrikameisterschaften 2015 in Addis Abeba blieb er über 5000 Meter siegreich.

### Aufstieg in die Weltspitze
In der Saison 2015 etablierte Kejelcha sich in der absoluten Weltspitze. Er gewann die 5000-Meter-Rennen beim Prefontaine Classic und bei der Golden Gala in Rom. Außerdem belegte er bei der Athletissima in Lausanne den zweiten Platz. Als Führender in der Weltjahresbestenliste reiste er als einer der Favoriten zu den Weltmeisterschaften in Peking an. In dem taktisch geprägten, langsamen 5000-Meter-Finale hatte er im Schlusssprint allerdings das Nachsehen und wurde hinter Mo Farah, Caleb Ndiku und Hagos Gebrhiwet nur Vierter. Kejelcha schloss die Saison mit einem Sieg über 5000 Meter beim Memorial Van Damme in Brüssel in einer neuen persönlichen Bestleistung von 12:53,98 min ab. Damit entschied er die IAAF-Diamond-League-Gesamtwertung in seiner Disziplin für sich.
Bei den Hallenweltmeisterschaften 2016 in Portland gewann Kejelcha die Goldmedaille im 3000-Meter-Lauf. Trotz solider Resultate in der Freiluftsaison wurde er vom nationalen Verband nicht für die Olympischen Spiele in Rio de Janeiro nominiert. Ende August siegte er im 3000-Meter-Rennen beim Meeting de Paris und erzielte mit seiner Zeit von 7:28,19 min einen neuen Juniorenweltrekord sowie eine Weltjahresbestleistung.
2017 verpasste er wie schon zwei Jahre zuvor als Vierter eine Medaille bei den Weltmeisterschaften in London.
Bei den Hallenweltmeisterschaften 2018 in Birmingham wiederholte er den Erfolg von Portland und gewann die Goldmedaille im 3000-Meter-Lauf.
Am 3. März 2019 lief Kejelcha in Boston über die Meile einen neuen Hallenweltrekord. Mit der Zeit von 3:47,01 min blieb er deutlich unter dem 22 Jahre alten Rekord des Marokkaners Hicham El-Guerrouj (3:48,45 min). Bei den Weltmeisterschaften im Oktober in Doha gewann er in persönlicher Bestleistung von 26:49,34 min. die Silbermedaille über 10.000 m.
Kejelcha trainierte im umstrittenen Umfeld des Nike Oregon Projects in den Vereinigten Staaten. Nach dessen Auflösung 2019 trainierte Kejelcha zunächst weiter unter Tim RowBerry, der zuvor schon Alberto Salazar im Nike Oregon Project assistierte, und auch die Mittel- und Langstreckenläuferin Sifan Hassan trainiert. 2021 wechselte Kejelcha kurz vor den Olympischen Spielen seinen Hauptsponsor von Nike zu Adidas und beendete infolgedessen auch die Zusammenarbeit mit RowBerry.
Kejelcha qualifizierte sich am 8. Juni 2021 als Zweiter des 10.000-m-Laufes bei den äthiopischen Ausscheidungswettkämpfen in Hengolo für die Olympischen Spiele. Dort kam er als Achter ins Ziel. Kejelcha lief zwischen diesen beiden Wettkämpfen die Weltjahresbestzeit über 3000 m in 7:26,25 min bei den Bislett Games in Oslo.

## Persönliche Bestzeiten
- 1500 m: 3:32,59 min, 4. September 2018, Zagreb
  - Halle: 3:31,58 min, 16. Februar 2019, Birmingham
- 1 Meile: 3:58,24 min, 30. Juni 2019, Palo Alto
  - Halle: 3:47,01 min, 3. März 2019, Boston (Weltrekord)
- 3000 m: 7:23,64 min, 17. September 2023, Eugene (Oregon)
  - Halle: 7:38,67 min, 3. Februar 2018, Karlsruhe
- 5000 m: 12:41,73 min, 15. Juni 2023, Oslo
- 10.000 m: 26:31 min, 16. Februar 2025, Castelló de la Plana (NR)
- Halbmarathon: 57:30 min, 27. Oktober 2024, Valencia (Weltrekord)